# Spinosad
Spinosad ist ein Insektizid, das aus dem Bakterium  Saccharopolyspora spinosa der Familie der Pseudonocardiaceae gewonnen wird und aus Spinosyn A und D besteht. Die Spinosyne sind Makrolide aus vier anellierten Ringen, einem Aminozucker (D-Forosamin) und einem neutralen Zucker (Tri-Ο-methyl-L-rhamnose). Es existieren etwa 200 synthetische und 20 natürliche verschiedene Spinosyne (zum Beispiel Spinetoram).

## Zusammensetzung
Spinosad ist eine Mischung aus den Spinosynen A und D in einem Verhältnis von ungefähr 95:5 bis 50:50.
| Spinosad        |                                                                            |                                                                              |
| Name            | Spinosyn A                                                                 | Spinosyn D                                                                   |
| Strukturformel  |                                                                            |                                                                              |
| CAS-Nummer      | 131929-60-7                                                                | 131929-63-0                                                                  |
| PubChem         | 443059                                                                     | 183094                                                                       |
| Summenformel    | C41H65NO10                                                                 | C42H67NO10                                                                   |
| Molare Masse    | 732 g·mol−1                                                                | 746 g·mol−1                                                                  |
| Aggregatzustand | fest                                                                       | fest                                                                         |
| Schmelzpunkt    | 84–99,5 °C                                                                 | 161,5–170 °C                                                                 |
| Löslichkeit     | praktisch unlöslich in Wasser (0,0894 g·l−1 bei 20 °C) 168 g·l−1 in Aceton | praktisch unlöslich in Wasser (0,00495 g·l−1 bei 20 °C) 10,1 g·l−1 in Aceton |

Das Handelsprodukt ist ein Feststoff mit leicht erdigem Geruch, hat eine relative Dichte von 0,512 (bei 20 °C) und zersetzt sich bei 173 °C.

## Verwendung

### Pflanzenschutz
Spinosad wirkt als Kontaktgift sowie auch als Fraßgift und wird im Pflanzenschutz gegen Thripse, Fruchtschalenwickler, Miniermotten und andere Raupenarten eingesetzt. Es eignet sich auch zur Bekämpfung der Kirschessigfliege (Drosophila suzukii) und weiterer Fruchtfliegen, wie beispielsweise der Olivenfruchtfliege (Bactrocera oleae).
Der Wirkstoff Spinosad wurde in der Europäischen Union mit Wirkung zum 1. Februar 2007 für Anwendungen als Insektizid in Pflanzenschutzmitteln zugelassen. Der Einsatz im Ökologischen Landbau nach EU Bio-Siegel und Bayerischem Bio-Siegel ist zulässig, nicht jedoch nach den Richtlinien von Biokreis, Bioland, Demeter Deutschland und Demeter Schweiz. Spinosad-Präparate werden häufig zur Bekämpfung des Kartoffelkäfers gespritzt, gelten in dieser Form jedoch als bienengefährlich (Bienengefährdungsstufe B1).
In vielen Staaten der EU, unter anderem in Deutschland und Österreich, sowie in der Schweiz sind Pflanzenschutzmittel-Produkte mit dem Wirkstoff Spinosad zugelassen (Conserve, Success, SpinTor).

### Haus
Es findet Verwendung als Wirkstoff von insektizidhaltigen Ködergels, z. B. gegen Ameisen und Fluginsekten im Haus.

### Medizin und Tiermedizin
In der Veterinärmedizin wird Spinosad gegen Ektoparasiten wie Flöhe und Läuse eingesetzt.
Die amerikanische FDA hat Spinosad 2011 zur Behandlung von Kopfläusen bei Kindern ab vier Jahren zugelassen.

### Abgabe im Handel
Mit dem Inkrafttreten der Paragraphen 10–13 der Biozidrechts-Durchführungsverordnung (ChemBiozidDV) zum 1. Januar 2025 sind Mittel mit Spinosad nicht mehr in Selbstbedienung erhältlich, sondern erst nach einem Aufklärungsgespräch durch eine sachkundige Person.